# Vlag van Scherpenisse

Vlag van Scherpenisse

De vlag van Scherpenisse is de vlag die de voormalige gemeente Scherpenisse als gemeentevlag gebruikte. De vlag werd vermoedelijk in 1938 in gebruik genomen.
De beschrijving zou kunnen luiden: 
"bestaande uit 7 banen van blauw en wit met in de broektop het gemeentewapen."
De vlag heeft overeenkomsten met de vlaggen van Sint-Annaland en Poortvliet. De kleuren van de vlag zijn ontleend aan het gemeentewapen en de vlag van Zeeland. Met de gemeentelijke herindeling van 1971 ging de gemeente deel uitmaken van de gemeente Tholen waarvoor een nieuwe vlag werd ontworpen.

## Verwante afbeeldingen

Het wapen van Scherpenisse

Aardenburg 
· Arnemuiden 
· Axel 
· Baarland 
· Biervliet 
· Biggekerke 
· Borssele 
· Breskens 
· Brouwershaven 
· Bruinisse 
· Burgh 
· Domburg 
· Dreischor 
· Driewegen 
· Duiveland 
· Ellewoutsdijk 
· 's-Gravenpolder 
· Groede 
· Haamstede 
· 's-Heer Abtskerke 
· 's-Heer Arendskerke 
· Hoedekenskerke 
· Hontenisse 
· IJzendijke 
· Kloetinge 
· Kortgene 
· Koudekerke 
· Krabbendijke 
· Kruiningen 
· Mariekerke 
· Meliskerke 
· Middenschouwen 
· Nieuw- en Sint Joosland 
· Nisse 
· Noordgouwe 
· Oostburg 
· Oostkapelle 
· Oud-Vossemeer 
· Oudelande 
· Ovezande 
· Poortvliet 
· Retranchement 
· Rilland-Bath 
· Ritthem 
· Sas van Gent 
· Scherpenisse 
· Schoondijke 
· Sint-Annaland 
· Sint Jansteen 
· Sint-Maartensdijk 
· Sint Philipsland 
· Sluis 
· Sluis-Aardenburg 
· Stavenisse 
· Valkenisse 
· Vogelwaarde 
· Waarde 
· Waterlandkerkje 
· Wemeldinge 
· Westdorpe 
· Westerschouwen 
· Westkapelle 
· Wissenkerke 
· Wolphaartsdijk 
· Zaamslag 
· Zierikzee 
· Zuiddorpe 
· Zuidzande